# Antonius Torquatus
Antonius Torquatus, auch Antonio Torquato oder Antonio Arquato, war ein italienischer Arzt und Astrologe, dessen Leben und Werk sich nur für die Jahre von 1490 bis 1495 nachweisen lässt.
Er hielt sich als Gelehrter hauptsächlich am Hof der d’Este in Ferrara auf, wo er zum Kreis der humanistisch geprägten Hofastrologen um Pellegrino Prisciani gehört haben dürfte. Er selbst bezeichnete sich als Doktor der Freien Künste. Außerdem hatte er Aufenthalte an Höfen in Spanien und Ungarn.
Sein Hauptwerk, De Eversione Europae, ist eine astrologische Vorhersage, die sich insbesondere mit der Lebensart des Sultans im Osmanischen Reich und seiner Wesire beschäftigt. Neben der Aufzählung aller Sultane seit dem Jahr 1300 und deren Taten, interessierte er sich für die heilsgeschichtliche Rolle der Osmanen. Angesichts der lantenten Bedrohung durch das Osmanische Reich zu seiner Zeit und der nur spärlichen Informationen über den Herrscher am Bosporus, weckte seine Schrift großes Interesse. Darüber hinaus beschrieb er Vorgänge in Ungarn sowie einen Vorfall zwischen Siebenbürgen und dem Osmanischen Reich. Im 16. Jahrhundert wurde sein Werk neben denen von Nostradamus, David Pareus und Paracelsus stark rezipiert.

## Werke
- Prognosticon Anthonii Torquati, weyland eynes berümpten Astrologi zuo Ferrarien, Vom jar M. CCCC. LXXX. biss auff das M.D.XL. werende. Auss dem Latein verdeutscht.
- De Eversione Evropae Prognosticon D. Magistri Anthonij Torquati, artiu[m] et Medicin[a]e Doctoris Ferrarien[sis]. Clarissimiq[ue] Astrologi. Ad Serenissimum Matthiam Regem Vngarorum anno Christi M.CCCCLXXX. conscriptum, & ab eodem anno vsq[ue] ad M.D.XXXVIII. dura[n]s.